# Pasión Viviente de Castro-Urdiales

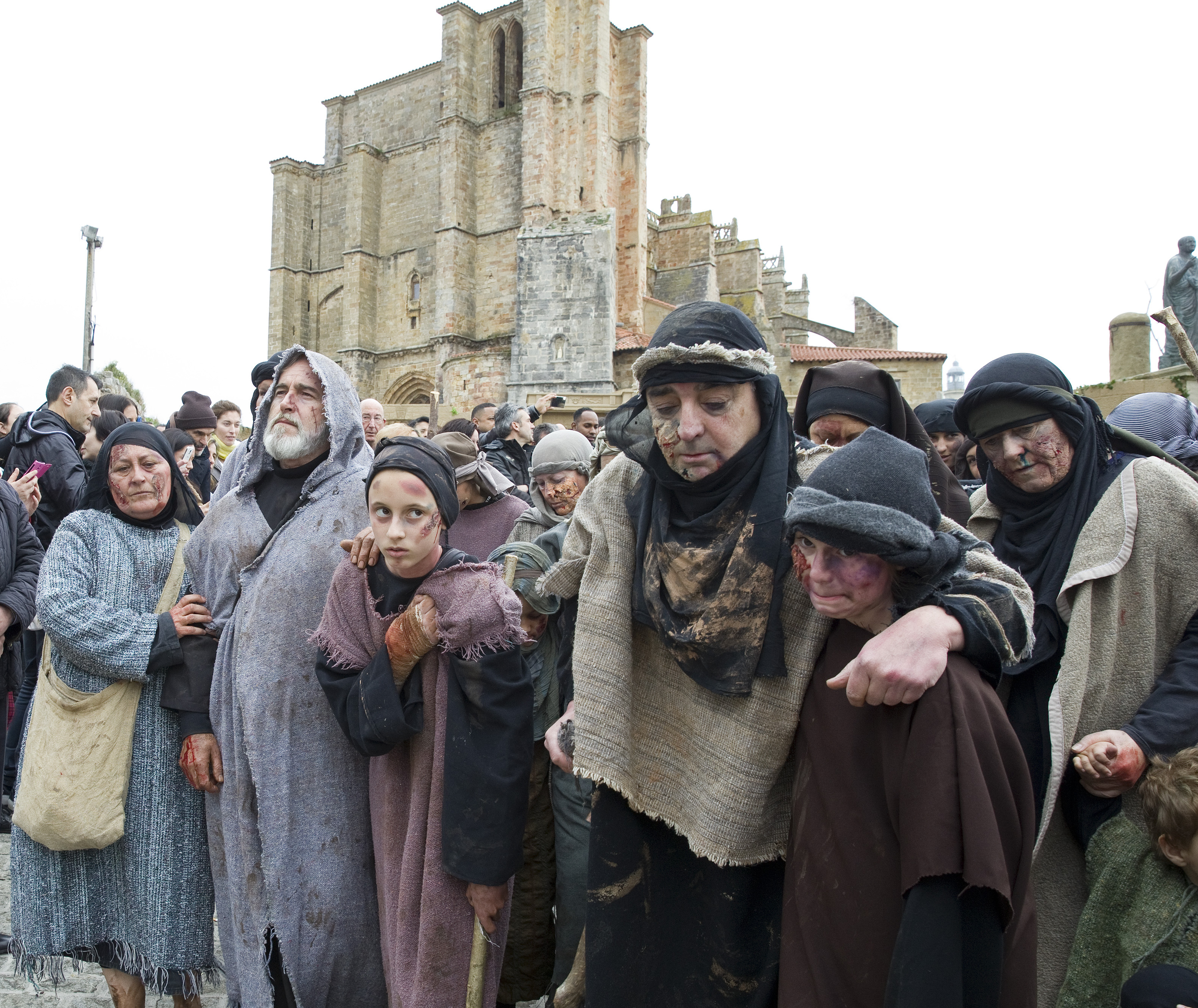
Pasión Viviente de 2016

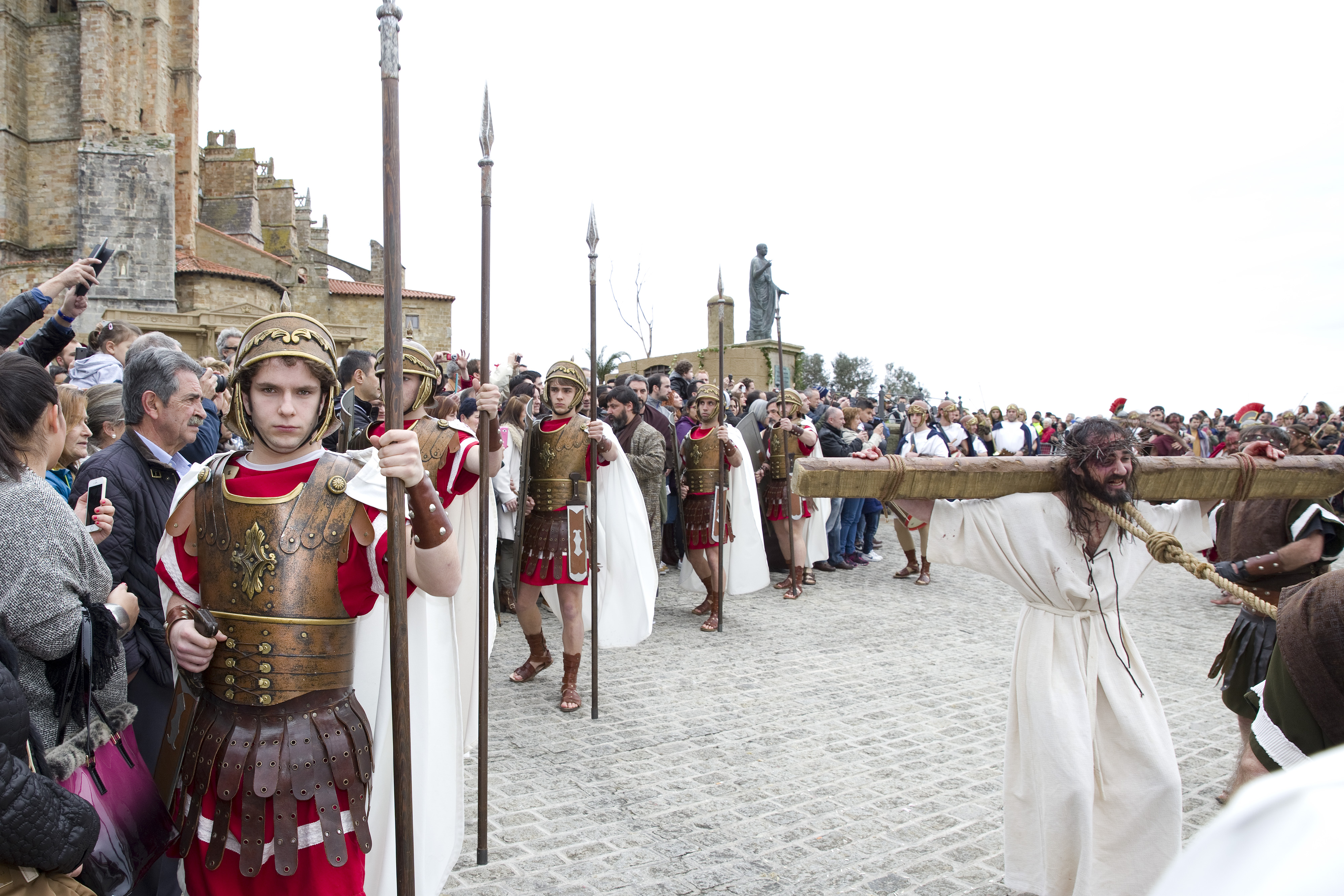
Pasión Viviente de 2016

La Pasión Viviente de Castro-Urdiales es una representación de la Pasión de Cristo, desde la última cena hasta su crucifixión, muerte y resurrección, que se celebra la mañana de Viernes Santo en la ciudad española de Castro-Urdiales, Cantabria. La duración aproximada de la representación es de cuatro horas y media y una de las mejores de España 
La función se desarrolla en varios puntos del centro histórico y está interpretada por vecinos de la localidad. El número de actores que intervienen en la representación varía entre los 400 actores del año 1995
y los más de 700 de la edición de 2023.

## Historia
La Pasión Viviente tuvo su inicio durante un campamento de verano del año 1984 en el que un grupo de jóvenes dirigido por el padre Luis Campuzano decidió realizar la representación de la Pasión de Cristo. La primera representación tuvo lugar el año siguiente, en 1985. En 2012 fue nombrada Fiesta de Interés Turístico Nacional.

## Itinerario y escenas

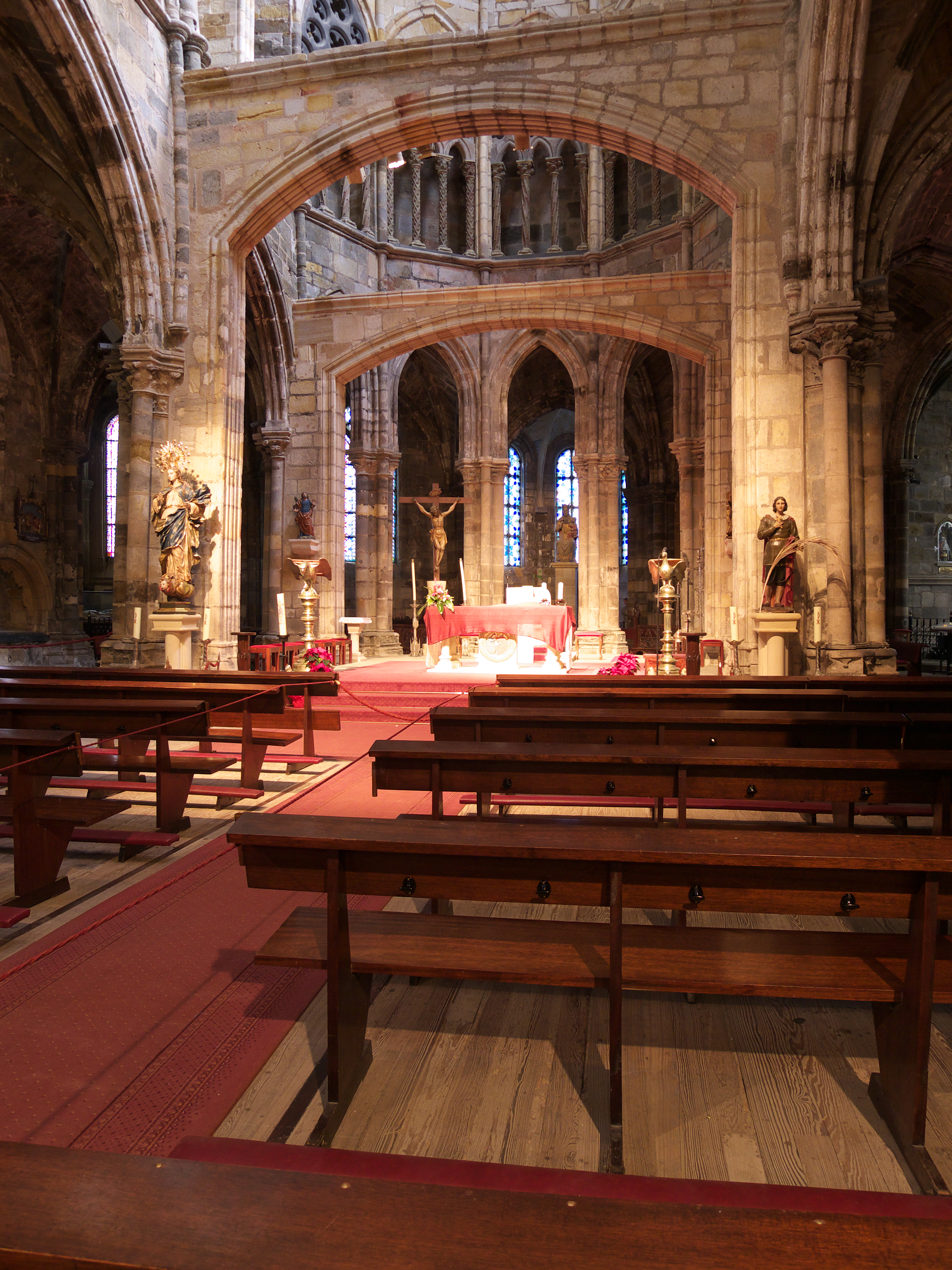
Interior de la iglesia de Santa María donde se representa el juicio del Senado judío

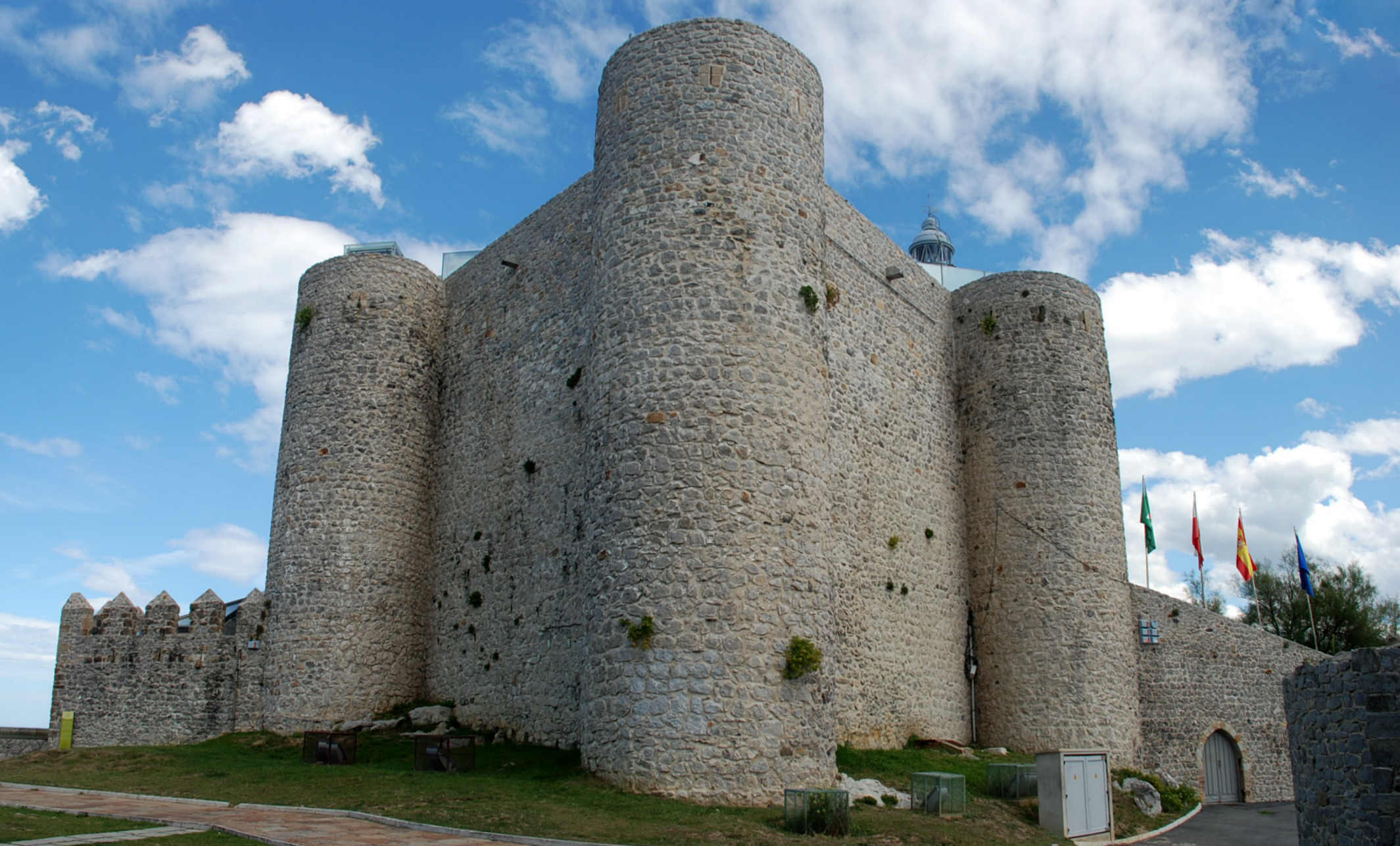
Exterior del castillo-faro, emplazamiento de la escena del juicio de Herodes

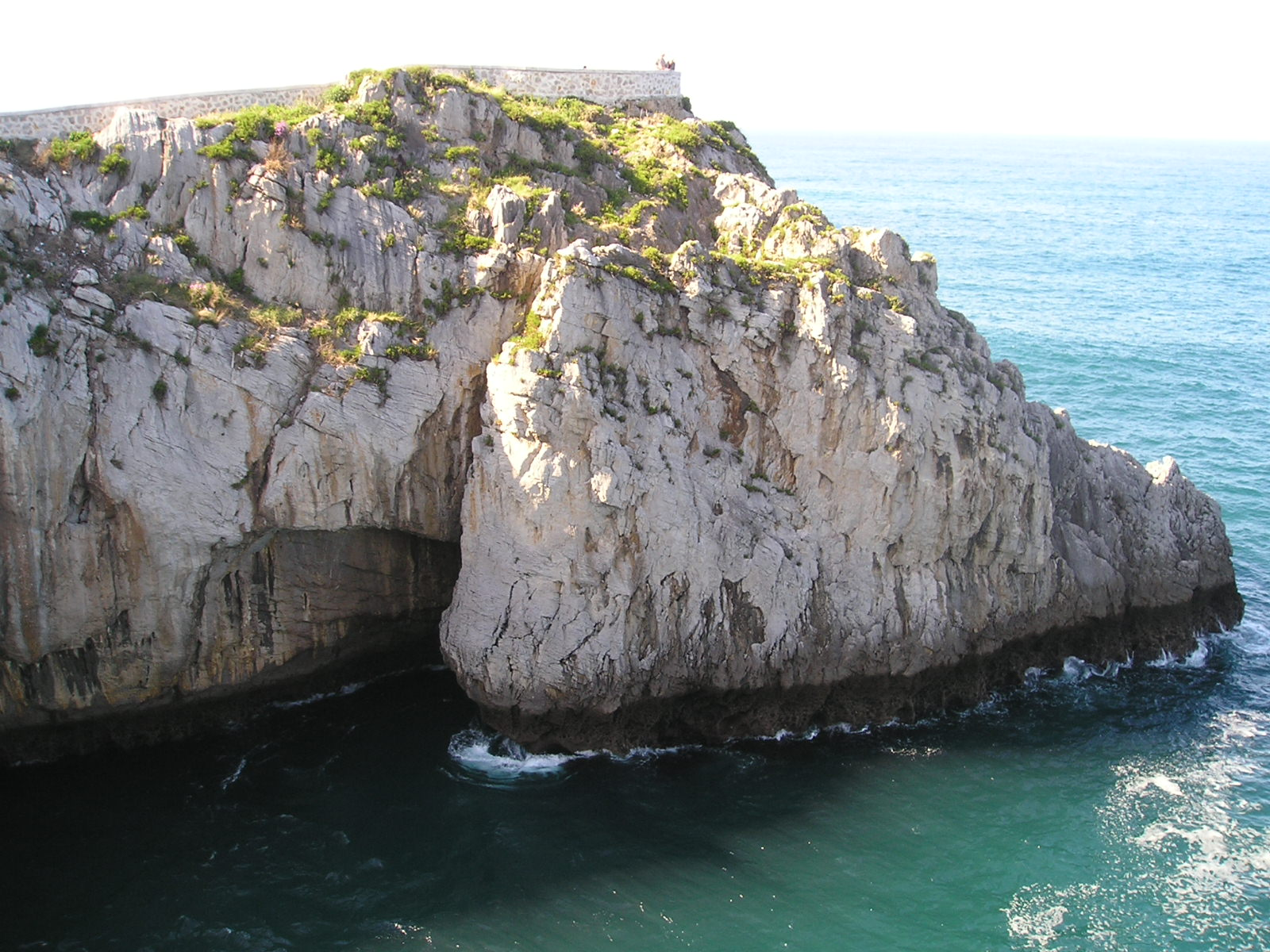
La Atalaya, ubicación del Calvario

| Lugar                                 | Escena                                                         |
| ------------------------------------- | -------------------------------------------------------------- |
| Plaza de Santa María                  | La última cena Oración de Getsemaní Beso de Judas Prendimiento |
| Interior de la iglesia de Santa María | Juicio del Senado judío Negaciones de Pedro                    |
| Plaza de Santa María                  | Arrepentimiento de Judas Primer juicio de Pilato               |
| Exterior del castillo-faro            | Juicio de Herodes                                              |
| Plaza de Santa María                  | Segundo juicio de Pilato                                       |
| Explanada de San Guillén              | Primera caída                                                  |
| Paseo marítimo                        | El encuentro con Magdalena                                     |
| Plaza del Ayuntamiento                | Encuentro con María                                            |
| Paseo marítimo                        | Encuentro con Verónica                                         |
| La Plazuela                           | Encuentro con los Leprosos Segunda caída Encuentro con Cirineo |
| Plaza del Ayuntamiento                | Encuentro con las mujeres de Jerusalén Tercera caída           |
| La Atalaya                            | Crucifixión, muerte, descendimiento y resurrección             |